# Paspardo
Paspardo är en ort och kommun i provinsen Brescia i regionen Lombardiet i Italien. Kommunen hade 602 invånare (2018).